# Larry Foust
Lawrence Michael Foust, né le 24 juin 1928 et mort le 27 octobre 1984, est un joueur américain de basket-ball. Il passa douze saisons en NBA et fut huit fois All-Star. Il évolua au lycée South Catholic à Philadelphie.

## Biographie
Pivot de 2,08 m, issu de l'Université La Salle, Foust fut sélectionné par les Chicago Stags lors de la Draft de la NBA 1950, mais la franchise des Stags fit faillite avant le début de la saison NBA 1950-1951 et Foust rejoignit alors les Pistons de Fort Wayne.
Le 22 novembre 1950, Foust inscrivit le panier victorieux lors de la victoire 19-18 des Pistons face aux Lakers de Minneapolis, le plus petit score de l'histoire de la NBA. Foust rejoignit les Lakers en 1957 et passa également deux saisons et demie avec les Hawks de Saint-Louis, prenant sa retraite en 1962 avec des totaux de 11 198 points et 8 041 rebonds en carrière.

## Statistiques
gras = ses meilleures performances

### Universitaires
Statistiques en université de Larry Foust
| Saison    | Équipe   | Matchs | % LF | Pts/m. |
| --------- | -------- | ------ | ---- | ------ |
| 1946-1947 | La Salle | 26     | —    | 9,8    |
| 1947-1948 | La Salle | 24     | —    | 16,7   |
| 1948-1949 | La Salle | 28     | 60,4 | 16,2   |
| 1949-1950 | La Salle | 25     | 68,0 | 14,2   |
| Carrière  | Carrière | 103    | 63,6 | 14,2   |

### Professionnelles

#### Saison régulière
Légende :
| Meilleur joueur de cette catégorie statistique de la saison |

gras = ses meilleures performances
Statistiques en saison régulière de Larry Foust
| Saison        | Équipe        | Matchs | Min./m | % Tir | % LF | Rbds/m. | Pass/m. | Pts/m. |
| ------------- | ------------- | ------ | ------ | ----- | ---- | ------- | ------- | ------ |
| 1950-1951     | Fort Wayne    | 68     | —      | 34,6  | 65,9 | 10,0    | 1,3     | 13,5   |
| 1951-1952     | Fort Wayne    | 66     | 39,6   | 39,4  | 67,8 | 13,3    | 3,0     | 15,9   |
| 1952-1953     | Fort Wayne    | 67     | 34,4   | 36,0  | 72,3 | 11,5    | 2,3     | 14,3   |
| 1953-1954     | Fort Wayne    | 72     | 37,4   | 40,9  | 71,2 | 13,4    | 2,2     | 15,1   |
| 1954-1955     | Fort Wayne    | 70     | 32,3   | 48,7  | 76,6 | 10,0    | 1,7     | 17,0   |
| 1955-1956     | Fort Wayne    | 72     | 28,1   | 44,7  | 77,8 | 9,0     | 1,8     | 16,2   |
| 1956-1957     | Fort Wayne    | 61     | 25,1   | 39,4  | 71,8 | 9,1     | 1,2     | 12,4   |
| 1957-1958     | Minneapolis   | 72     | 30,6   | 39,8  | 75,6 | 12,2    | 1,5     | 16,8   |
| 1958-1959     | Minneapolis   | 72     | 26,8   | 39,0  | 76,5 | 8,7     | 1,3     | 12,3   |
| 1959-1960     | Minneapolis   | 47     | 29,7   | 38,7  | 78,6 | 9,3     | 1,6     | 13,3   |
| 1959-1960     | Saint-Louis   | 25     | 22,6   | 47,0  | 80,0 | 7,3     | 0,9     | 10,2   |
| 1960-1961     | Saint-Louis   | 68     | 17,8   | 39,7  | 78,8 | 5,7     | 1,1     | 8,1    |
| 1961-1962     | Saint-Louis   | 57     | 20,2   | 47,1  | 81,5 | 5,8     | 1,4     | 9,7    |
| Carrière      | Carrière      | 817    | 29,2   | 40,5  | 74,1 | 9,8     | 1,7     | 13,7   |
| All-Star Game | All-Star Game | 7      | 19,7   | 31,5  | 93,8 | 7,0     | 0,4     | 7,0    |

#### Playoffs
Légende :
| Meilleur joueur de cette catégorie statistique de la saison |

Statistiques en playoffs de Larry Foust
| Saison   | Équipe      | Matchs | Min./m | % Tir | % LF | Rbds/m. | Pass/m. | Pts/m. |
| -------- | ----------- | ------ | ------ | ----- | ---- | ------- | ------- | ------ |
| 1951     | Fort Wayne  | 3      | —      | 31,1  | 80,0 | 12,3    | 1,7     | 12,0   |
| 1952     | Fort Wayne  | 2      | 38,5   | 52,2  | 85,7 | 15,0    | 2,5     | 15,0   |
| 1953     | Fort Wayne  | 8      | 41,5   | 39,7  | 83,8 | 13,9    | 0,8     | 19,1   |
| 1954     | Fort Wayne  | 4      | 32,3   | 26,8  | 76,0 | 9,5     | 1,8     | 10,3   |
| 1955     | Fort Wayne  | 11     | 30,1   | 39,5  | 71,2 | 9,7     | 2,4     | 15,6   |
| 1956     | Fort Wayne  | 10     | 28,9   | 37,7  | 78,7 | 12,7    | 1,4     | 16,8   |
| 1957     | Fort Wayne  | 2      | 32,0   | 56,5  | 82,6 | 12,5    | 3,0     | 22,5   |
| 1959     | Minneapolis | 13     | 31,1   | 41,8  | 82,0 | 10,5    | 0,9     | 11,8   |
| 1960     | Saint-Louis | 12     | 17,1   | 39,2  | 80,0 | 5,7     | 0,9     | 6,5    |
| 1961     | Saint-Louis | 8      | 11,1   | 45,0  | 57,1 | 3,5     | 0,3     | 3,3    |
| Carrière | Carrière    | 73     | 27,4   | 39,4  | 78,1 | 9,7     | 1,3     | 12,4   |